# 斯氏犬牙石首魚
斯氏犬牙石首魚為輻鰭魚綱鱸形目鱸亞目石首魚科的其中一種，分布於西大西洋區，從貝里斯至蓋亞那海域，本魚體上半部灰色，下半部白色。背鰭暗色、橙色，腹鰭和臀鰭面白色，與黑暗邊緣的尾鰭灰色，胸鰭上緣，內橙色的嘴。嘴大，具明顯的斜肌，下巴沒有觸鬚或毛孔，背鰭硬棘11枚，背鰭軟條21-24枚，臀鰭硬棘2枚，臀鰭軟條10-12枚，體長可達110公分，棲息在沿岸鹹水沼澤，屬肉食性，以魚類、甲殼類等為食，可做為食用魚。